# Luca Fusi
Luca Danilo Fusi (Lecco, 7 juni 1963) is een voormalig Italiaans voetballer, die als verdediger uitkwam voor achtereenvolgens Como, Sampdoria, Napoli, Torino, Juventus en Lugano. Hij won tweemaal de Italiaanse landstitel (de Scudetto) gedurende zijn carrière. Fusi ging later aan de slag als voetbaltrainer.

## Interlandcarrière
Fusi kwam tussen 1988 en 1992 tot acht officiële interlands voor Italië. Onder leiding van bondscoach Azeglio Vicini maakte hij zijn debuut voor de nationale ploeg op 31 maart 1988 in de vriendschappelijke wedstrijd tegen Joegoslavië (1–1) in Split, net als Paolo Maldini. Fusi viel in die wedstrijd na 74 minuten in voor Luigi De Agostini.

## Erelijst
Sampdoria
- Coppa Italia: 1987/88

 Napoli
- Serie A: 1989/90
- UEFA Cup: 1988/89

 Torino
- Mitropacup: 1991
- Coppa Italia: 1992/93

 Juventus
- Serie A: 1994/95
- Coppa Italia: 1994/95
- Supercoppa Italiana: 1995